# John Slattery
John Slattery, född 13 augusti 1962 i Boston i Massachusetts, är en amerikansk skådespelare och filmregissör.
Slattery har bland annat medverkat i filmerna The Station Agent, Flags of Our Fathers, Charlie Wilson's War och Iron Man 2. I dramaserien Mad Men spelar han Roger Sterling, en roll som han nominerades till en Emmy Award för varje år mellan 2008 och 2011. 
Han gifte sig med skådespelerskan Talia Balsam år 1998; de har en son tillsammans.

## Filmografi (i urval)
- 1991–1993 – Kärlekens vindar (TV-serie)
- 1998 – Maggie (TV-serie)
- 2001 – Ed (TV-serie)
- 2002 – Bad Company
- 2003 – K Street (TV-serie)
- 2003 – Mona Lisas leende
- 2003 – Station Agent
- 2004 – Dirty Dancing: Havana Nights
- 2004 – Jack & Bobby (TV-serie)
- 2006 – Flags of Our Fathers
- 2007 – Charlie Wilson's War
- 2007 – Desperate Housewives (TV-serie)
- 2007–2015 – Mad Men (TV-serie)
- 2010 – Iron Man 2
- 2011 – The Adjustment Bureau
- 2011 – Return
- 2013 – Bluebird
- 2015 – Ted 2
- 2015 – Ant-Man
- 2015 – Spotlight
- 2016 – Captain America: Civil War
- 2017 – Churchill
- 2018 – The Romanoffs (TV-serie)
- 2019 – Avengers: Endgame
- 2020 – Mrs. America (TV-serie)
- 2022 – The Good Fight (TV-serie)
- 2025 – Nuremberg